# Erich von dem Bach-Zelewski
Erich von dem Bach-Zelewski, nato Erich Julius Eberhard von Zelewski conosciuto anche come Erich von dem Bach (Lauenburg, 1º marzo 1899 – Monaco di Baviera, 8 marzo 1972), è stato un generale e poliziotto tedesco delle SS, raggiunse il grado di SS-Obergruppenführer (Generale di corpo d'armata) e venne nominato Höhere SS - und Polizeiführer della Russia centrale.

## Biografia
Nacque in Pomerania da Otto Jan Józefat von Zelewski, un agente assicurativo cattolico, e da Elżbieta Ewelina Szymańska, luterana; entrambi i genitori erano di origine polacche. Suo trisavolo era Michał von Żelewski (1700-1785), nobile di etnia casciuba, signore dei villaggi di Milwino, Niepoczołowice e Zakrzewo in Pomerania.
Partecipò attivamente al piano nazista di soluzione della questione ebraica e sovietica secondo il progetto hitleriano che prevedeva l'internamento degli ebrei e delle popolazioni russe nelle remote lande dei territori che la Germania prevedeva di conquistare in Russia e lo sfruttamento di tali popolazioni fino all'esaurimento fisico ed al loro sterminio per fame.
Coordinatore dell'eccidio degli ebrei della Bielorussia e dell'Ucraina, definito da Hitler uomo con la stoffa per reagire più duramente e più brutalmente dello stesso Heydrich e che non avrebbe storto il naso di fronte ad un bagno di sangue fu in primo tempo proposto per sostituire Heydrich stesso a Praga quale viceprotettore del Protettorato di Boemia e Moravia dopo l'assassinio di Heydrich da parte di elementi della resistenza ceca.
Himmler, non volendosi privare di un prezioso collaboratore fece in modo che alla carica di viceprotettore fosse nominato Kurt Daluege. Verso la fine del 1939 propose di creare il campo di concentramento di Auschwitz e la sua proposta venne accettata da Himmler.
Il 15 agosto 1941 assistette all'esecuzione di cento ebrei a Minsk. Al termine della fucilazione, Bach-Zelewski attirò l'attenzione di Himmler sul disagio psicologico dei poliziotti che eseguivano materialmente le fucilazioni di massa. All'inizio del 1942 fu colpito da una crisi fisica e mentale e fu ricoverato presso un ospedale delle SS. Un medico riferì che soffriva di allucinazioni connesse con l'uccisione degli ebrei. Tornò in servizio nel luglio del 1942.
Il 31 ottobre 1942, dopo avere soppresso 35.000 ebrei a Riga, dichiarò che non ci fossero più ebrei in Lettonia. Organizzò e partecipò ai massacri di Minsk e Mahiloŭ. Organizzò le azioni delle SS a cavallo delle zone paludose della Bielorussia meridionale, e dell'Ucraina settentrionale. Nel luglio del 1943 fece sterminare dalle sue truppe 200.000 civili in Bielorussia e nell'est della Polonia. Nel mese di agosto del 1944 comandò le truppe che soppressero la rivolta di Varsavia (1º agosto - 2 ottobre 1944) e che misero a morte oltre 200.000 persone delle quali più di 65.000 furono uccise con esecuzioni di massa.
Arrestato dagli Alleati, pur di non essere consegnato ai Russi, accettò di testimoniare al processo di Norimberga. Fu di fatto l'unico responsabile degli eccidi di massa che si autodenunciò e grazie alla sua collaborazione con i giudici non venne incriminato per le atrocità commesse. La sua testimonianza è stata fondamentale per la condanna a morte di Hermann Göring, Joachim von Ribbentrop, Alfred Jodl, Wilhelm Keitel, Alfred Rosenberg, Fritz Sauckel.
Nel 1951 un tribunale di denazificazione lo condannò a 10 anni di arresti domiciliari; in tale occasione confessò di avere aiutato Göring a suicidarsi procurandogli le capsule di cianuro (che, sembra, gli furono recapitate nascoste in un pezzo di sapone). Le autorità non verificarono mai l'affermazione di Bach-Zelewski e non lo accusarono mai di aver aiutato Göring a suicidarsi. Gli storici moderni respingono l'affermazione di Bach-Zelewski e sono d'accordo nel supporre che sia stato un contatto dell'esercito americano all'interno del carcere del palazzo di giustizia a Norimberga ad aiutare Göring nel suo suicidio.
Nel 1961 venne nuovamente arrestato e processato per avere partecipato alla notte dei lunghi coltelli ed all'esecuzione di Ernst Röhm e delle SA; venne condannato a 4 anni e mezzo. Nel 1962 venne processato per l'eccidio, del 1933, di 6 militanti comunisti; venne condannato all'ergastolo e morì nell'ospedale della prigione di Monaco di Baviera l'8 marzo 1972.